# Pietro Damiano
Pietro Damiano (Asti, ... – Asti, novembre 1496) è stato un vescovo cattolico italiano.
È stato vescovo di Asti dal 23 agosto 1475 fino alla sua morte.

## Biografia
Della nobile famiglia astigiana dei Damiano, Pietro divenne il primo commendatario dell'abbazia dei SS.Apostoli, quando questa con un decreto del 1466, da abbazia passò a commenda.
Il vescovo Pietro venne chiamato a redimere alcune diatribe tra i Domenicani ed i Frati Minori Osservanti che si erano insediati in Asti intorno al 1470 - 1473, nel convento di San Bernardino oltre Borbore.
Agli Osservanti buoni predicatori e benvoluti dalla popolazione, vennero affidate tutte le prediche ed i sermoni più importanti, compresi i "quaresimali" sia del Duomo che della Collegiata creando non pochi malumori tra gli altri ordini religiosi.
A quel punto il vescovo permise la predicazione ai religiosi che avessero avuto le bolle di riconoscimento pontificie e della famiglia Osservante in genere o in particolare quella di San Bernardino in Asti.
La questione venne probabilmente risolta a favore degli Osservanti perché l'anno seguente (1481), troviamo il Guardiano di San Bernardino come predicatore ai sermoni tenuti nella Collegiata di San Secondo.

## Sinodi diocesani
- 1476
- 1485. In questo secondo Sinodo, costituito da diciassette decreti, il vescovo stabilì che da quel momento in poi se ne dovesse tenere uno ogni due anni, il martedì successivo la seconda domenica dopo Pasqua, presso il palazzo del vescovo, pena l'ammenda di due ducati per i sacerdoti che non vi avrebbero partecipato

Il vescovo Pietro, influenzato dai principi dei nuovi ordini dei Barnabiti e Teatini, cercò di applicare delle norme di comportamento per i religiosi, semplici e concrete, tipiche degli ordini spirituali dei chierici regolari.
Venne da più parti considerato un vescovo corretto e zelante.